# Mysterium Mysteria
Mysterium Mysteria je hrvatski glazbeni sastav iz Sinja. Članovi su Jure Župić i Antonia Došen.
Objavili su studijske albume Ljubav iznad zakona 2015. godine i Sam protiv svih 2019. godine. Ljubav iznad zakona bio je duhovne tematike "s pogledom prema nebu". Na albumu Sam protiv svih su se okrenuli "malo više prema zemlji i ovim našim ‘svagdašnjim bitkama’". Sam protiv svih su snimili u studiju Luda braća. Cijeli rad na albumu – od nastajanja pjesama do snimanja i produciranja potpisuje Mysterium Mysteria.

## Vanjske poveznice
- Facebook
- YouTube